# Comtés WOW
Les comtés WOW – ou WOW counties en anglais – sont trois comtés formant un ensemble socioculturel particulier dans l'État américain du Wisconsin : les comtés de Waukesha, Ozaukee et Washington. Situés au nord et à l'ouest du comté de Milwaukee, ils relèvent de la banlieue de la ville de Milwaukee. Avec une population majoritairement blanche, ils constituent un bastion du Parti républicain.